# Eilema distorta
Eilema distorta là một loài bướm đêm thuộc phân họ Arctiinae, họ Erebidae.